# Imperio del mal
La frase «Imperio del mal» (inglés: Evil empire, también traducible como Imperio maligno o malvado) fue usada por primera vez el 8 de marzo de 1983 por el presidente estadounidense Ronald Reagan para referirse específicamente a la entonces Unión Soviética de Yuri Andrópov, mientras el gobierno encabezado por el primero asumía una actitud agresiva o de línea dura frente a la URSS, que favorecía la idea de que los Estados Unidos no solo debían igualar sino exceder las capacidades militares estratégicas y globales de los soviéticos. Según las palabras del propio primer mandatario durante el discurso en el que mencionó la frase «Imperio del mal» por primera vez, «el comunismo es otro triste, extraño capítulo de la historia humana cuyas últimas páginas están ahora siendo escritas».

## Discurso de Reagan ante el Parlamento británico
Aparentemente Anthony R. Dolan, que se desempeñaba como el principal redactor de los discursos de Reagan en esos tiempos, fue quien acuñó la frase para ser usada por parte del entonces presidente estadounidense.
Algunas fuentes incorrectamente se refieren a este discurso de Reagan del 8 de junio de 1982 ante la Cámara de los Comunes del Parlamento británico como el «Del imperio del Mal» (Evil empire speech), pero mientras que Reagan hizo dos veces referencias al totalitarismo durante esa alocución en Londres, la frase exacta «Imperio del mal» (Evil empire) no aparecería en un discurso presidencial hasta 9 meses después. En lugar de eso, en dicha alocución apareció la frase «Pila de cenizas de la historia» (Ash heap of history), usada por Reagan para predecir lo que él mismo veía como el inevitable fracaso y colapso del comunismo soviético. Irónicamente, esta última frase había sido acuñada por el líder revolucionario León Trotski a fines de 1917, usándola específicamente contra sus moderados oponentes mencheviques y sugiriendo que el comunismo era el futuro (antes de comenzar al criticar al posterior régimen personalista de Iósif Stalin). Dicha ironía podría no habérseles pasado por alto a los redactores de los discursos de Reagan.

## Primer uso registrado del término
El discurso de Ronald Reagan del 8 de marzo de 1983 ante la Asociación Nacional de Evangélicos estadounidense de la ciudad de Orlando (Florida) es el primer uso oficialmente registrado de la frase «Imperio del mal» (Evil empire) por parte del entonces presidente. En dicha oportunidad Reagan mencionó que:

«En sus discusiones de las propuestas de moratoria nuclear (nuclear freeze), los llamo a que tengan cuidado con la tentación del orgullo, la tentación de alegremente declararse ustedes por encima de todo y etiquetar a ambas partes [los EE.UU. y la URSS] como igualmente en falta, ignorar los hechos de la historia y los impulsos agresivos de un imperio del mal, simplemente llamar a la carrera armamentística un gigantesco malentendido y por lo tanto apartarse ustedes de la lucha entre lo correcto y lo incorrecto y entre el bien y el mal»

En el «discurso del Imperio del mal», el cual también tocaba algunos puntos relacionados con la propia política interna estadounidense, Reagan adelantó su idea de que la OTAN desplegase misiles nucleares en Europa Occidental como una respuesta a la instalación de nuevos proyectiles atómicos estratégicos SS-20 por parte de los soviéticos en Europa Oriental, en un período de recalentamiento de las tensiones entre los Estados Unidos y la entonces Unión Soviética que algunos historiadores suelen denominar «segunda Guerra Fría» (la cual fue acrecentada por el confuso derribo o derribamiento, sobre el Lejano Oriente soviético, del vuelo 007 de Korean Air el 1 de septiembre de 1983).
Finalmente, los misiles de la OTAN fueron instalados y usados durante las negociaciones que posteriormente tendrían lugar con el líder soviético Mijaíl Gorbachov, quien llegó al poder el 11 de marzo de 1985. Incluso en 1987, Reagan y Gorbachov acordaron ir más allá de una mera moratoria nuclear. En lo que sería un paso hasta entonces inédito, entonces se comprometieron a no solo reducir sus respectivos arsenales nucleares, sino también eliminar sus misiles de corto y medio alcance (acordando solo mantener sus respectivos ICBMs o misiles nucleares intercontinentales).
La frase «Imperio del Mal» también demostró ser bastante útil a los principales políticos anticomunistas y formadores de opinión occidentales a la hora de justificar un mayor gasto o presupuesto de defensa y una política exterior más dura frente a los soviéticos. Además, Reagan también describió a la Unión Soviética como un «régimen totalitario», lo cual era relativamente frecuente entre los historiadores y sovietólogos occidentales de esa época.

## Reacción global
El ejecutivo Michael Johns, escribiendo para la revista política Policy Review de la Heritage Foundation, apoyó la aseveración de Reagan de forma prominente. En su obra Seventy years of evil: Soviet crimes from Lenin to Gorbachev («Setenta años del mal: Crímenes soviéticos desde Lenin a Gorbachov»), Johns citó 208 actos realizados por el régimen soviético que, según él, demostraban las inclinaciones malvadas de los líderes soviéticos.
El gobierno de la Unión Soviética, por su parte, alegaba que los Estados Unidos era una superpotencia imperialista que buscaba dominar el mundo entero, y que la URSS estaba luchando contra ellos en nombre de la humanidad. La agencia telegráfica oficial soviética TASS mencionó que las palabras «Imperio del mal» demostraban que el gobierno de Reagan «sólo puede pensar en términos de confrontación y de anticomunismo belicoso, lunático».
Durante su segundo mandato, entre los meses de mayo y junio de 1988, poco más de cinco años después de haber usado el término «imperio del mal» por primera vez, Ronald Reagan realizó una visita oficial a la entonces capital soviética de Moscú, en tiempos del líder reformista Mijaíl Gorbachov. En esa oportunidad, cuando un reportero le preguntó si aún pensaba que la Unión Soviética era un «imperio del mal», Reagan respondió que ya no lo hacía más, y que cuando él había usado ese término (en tiempos de Yuri Andrópov) era una «era diferente», en referencia a que se trataba a un período anterior a las reformas políticas y económicas lanzadas e implementadas por el gobierno de Gorbachov, conocidas por medio de las palabras rusas glásnost y perestroika. Aun así, Reagan se mantuvo crítico respecto del régimen soviético, debido a su ausencia de instituciones democráticas.
Algunos historiadores recientes, como John Lewis Gaddis (de la tradicional Universidad de Yale), tienen una opinión favorable respecto de la influencia que tuvo el ya histórico uso de la frase «Imperio del Mal» para describir a la Unión Soviética. En su libro The Cold War («La Guerra Fría»), Gaddis argumenta que, mediante su uso de la frase «Imperio del mal», Reagan y sus aliados políticos anticomunistas (en particular la entonces primera ministra británica Margaret Thatcher), fueron efectivos en romper la previa tradición de la distensión entre Occidente y la Unión Soviética (conocida usualmente por la palabra francesa détente) y de esa manera estaban abriendo el terreno para el eventual y posterior colapso de la Unión Soviética.
Sin embargo, algunos otros individuos, como Osama bin Laden -el líder de la red terrorista islámica Al-Qaeda- han cuestionado esta afirmación. En particular, bin Laden declaró en 2007 que una de las principales razones para el colapso de la URSS fue su derrota en la guerra de Afganistán (1979-1989) a manos de la resistencia armada de los guerrilleros muyahidín. No obstante, en esta declaración el líder fundamentalista no mencionó el significativo apoyo militar brindado a los combatientes afganos antisoviéticos y anticomunistas por parte de los gobiernos de los Estados Unidos, Pakistán y Arabia Saudita.

## En la cultura popular
Varios años después del uso de la frase «Imperio del mal» por parte del presidente estadounidense Ronald Reagan, la misma se volvió icónica y ha sido usada para referirse a conceptos muy diferentes a la desaparecida Unión Soviética, a veces incluso para hacer alusión a los propios Estados Unidos.
- La banda Rage Against the Machine lanzó en 1996 un álbum titulado justamente Evil Empire, que en este caso hacía alusión crítica a la política imperialista de los Estados Unidos.

- La agrupación musical estadounidense Of Montreal también hace referencia a los Estados Unidos como imperio del mal en su canción «Du Og Meg», que aparece en su álbum Icons, Abstract Thee (2007).

- El gigante estadounidense de las ventas minoristas Wal-Mart es a veces apodado Evil empire por algunos grupos de consumidores, debido a sus a veces controvertidas prácticas laborales o de contratación de personal.[10][11]

- El equipo de fútbol canadiense Edmonton Eskimos suele ser conocido como Evil empire por sus rivales, debido a su continuo éxito durante los últimos 50 años.

- En un libro publicado en 2007 titulado The Evil Empire: 101 ways that England ruined the world («El Imperio del Mal: 101 maneras en las que Inglaterra arruinó el mundo»), el autor Steven A. Grasse lista muchos crímenes supuestamente cometidos por el Imperio Británico, y alega que el Reino Unido actuó de una manera malvada particularmente durante su etapa de dominio virtualmente global, pero también después, culpando a los británicos por haber sido según él los principales responsables del estallido de la Primera (1914-1918) y Segunda (1939-1945) guerras mundiales y por la Gran depresión que estalló en 1929.[12] Como era de esperarse, el libro ha sido bastante criticado y hasta ridiculizado por los medios ingleses, entre ellos por el periódico Daily Mail.[13] Por su parte, algunos historiadores han criticado el libro de Grasse por su falta de fuentes y de una investigación histórica seria.

- La corporación Microsoft hace varios años que tiene la reputación de ser «El imperio del mal» entre los más radicalizados promotores del software libre (FOSS o FLOSS).[14] También el buscador de Internet Google ha recibido ese mote.[15]

- En los últimos años el equipo de béisbol profesional neoyorquino New York Yankees ha sido apodado el «Imperio del mal» debido a los enormes salarios de los que gozan los jugadores del mismo y el éxito que aparentemente tienen en obtener cualquier jugador de su elección mediante lucrativos contratos (nótese asimismo que el sobrenombre oficial del estado de Nueva York es Empire State, «Estado imperial»). El primer uso de aquella frase de evil empire provino del presidente e CEO de los Boston Red Sox, Larry Lucchino, luego de que los Red Sox perdiesen un lucrativo contrato en favor de los Yankees en una guerra de ofertas por hacerse con el lanzador (pitcher) cubano José Contreras. Luego de inicialmente no comentar nada acerca de la firma del contrato, un frustrado Lucchino le dijo al tradicional diario The New York Times: «No, haré un comentario. El imperio del mal extiende sus brazos incluso hacia América Latina».[16] El apodo, aunque inicialmente derogatorio o peyorativo respecto del equipo terminó siendo adoptado por los propios hinchas o fans de los Yankees.

## Posterior frase similar
El 29 de enero de 2002, durante su discurso sobre el estado de la Unión, el entonces presidente estadounidense George W. Bush acusó a Corea del Norte, Irán e Irak (entonces gobernado por Saddam Hussein) de formar parte de lo que él denominó «Eje del mal» (Axis of Evil), países a los que posteriormente el abogado y diplomático republicano John R. Bolton agregó a Cuba, Libia y Siria como formando parte de «Más allá del Eje del mal» (Beyond the Axis of Evil). A las naciones citadas, la entonces secretaria de Estado o canciller Condoleezza Rice añadió a Bielorrusia (Belarús), Birmania (Myanmar) y Zimbabue, como los llamados «Puestos de avanzada de la tiranía» (Tyranny outposts).